# Christian Tylsch
Christian Tylsch (* 1983 in Lutherstadt Wittenberg) ist ein Kommunalpolitiker der CDU im Land Sachsen-Anhalt und seit 2021 Landrat des Landkreises Wittenberg.

## Leben
Tylsch wuchs in Coswig (Anhalt) auf. Nach der Ableistung des Wehrdienstes nahm er ein Studium der Politikwissenschaft sowie Berufs- und Betriebspädagogik an der Otto-von-Guericke-Universität Magdeburg auf, das er 2011 mit dem Grad eines Magisters abschloss.
Von 2016 bis 2021 war er Büroleiter des Ministerpräsidenten Reiner Haseloff in der Staatskanzlei des Landes Sachsen-Anhalt.
Ehrenamtlich ist er als Verwaltungsrat beim Augustinusverein, dem Trägerverein des Augustinuswerks, tätig.

## Politik
Seit 2007 ist Tylsch Mitglied des Kreistages Wittenberg. Von 2013 bis 2021 war er dort Vorsitzender der CDU-Fraktion.
2014 kandidierte er als Landrat des Kreises Wittenberg, unterlag aber dem Amtsinhaber Jürgen Dannenberg (Die Linke).
Bei der Landratswahl am 6. Juni 2021 entfielen mit 36,9 % die meisten der für die neun Kandidaten abgegebenen Stimmen auf ihn. In der Stichwahl am 20. Juni 2021 setzte er sich mit 81,4 % der gültigen Stimmen gegen Frank Luczak (AfD) durch. Tylsch wurde am 12. Juli 2021 vor dem Kreistag vereidigt.